# Jiří Snížek
Jiří Snížek (* 13. července 1989 Kolín) je český politik a informatik, v letech 2020 až 2024 zastupitel a náměstek hejtmanky Středočeského kraje, od října 2018 středočeský krajský předseda Pirátů.

## Život
Vystudoval bakalářský obor elektronika a sdělovací technika na Fakultě elektrotechnické Českého vysokého učení technického v Praze. Dále na ČVUT v Praze vystudoval program inteligentní budovy, který zajišťují fakulty elektrotechnická, stavební a strojní (získal titul Ing.).
Jeho pracovní náplní je implementace informačních systémů pro veřejnou správu a školy – účetnictví, majetek, mzdy, evidence obyvatel, legalizace a vidimace, matrika, spisová služba, evidence hřbitovů, poplatky, evidence smluv, napojení na základní registry, oceňování pozemků – a propojování relevantních modulů.
Jiří Snížek žije ve městě Kolín, konkrétně v části Kolín V.

## Politické působení
V komunálních volbách v roce 2018 kandidoval za Piráty do Zastupitelstva města Kolín, ale neuspěl.
V krajských volbách v roce 2020 byl zvolen z pozice lídra Pirátů zastupitelem Středočeského kraje. Dne 16. listopadu 2020 se navíc stal náměstkem hejtmanky Středočeského kraje pro regionální rozvoj a územní plánování. V krajských volbách v roce 2024 se mu již mandát krajského zastupitele získat nepodařilo.
Ve sněmovních volbách v roce 2025 kandiduje na 7. místě kandidátní listiny Pirátů ve Středočeském kraji.